# Johannesbrödssläktet
Johannesbrödssläktet (Ceratonia) är ett växtsläkte i familjen ärtväxter med två arter som förekommer naturligt i östra Medelhavsområdet och i östra Afrika.